# Campeonato europeo de hockey sobre patines masculino de 1930
El V Campeonato europeo de hockey sobre patines masculino de 1930 se celebró en Herne Bay (Inglaterra) del 7 al 10 de mayo de 1930. Fue organizado por el Comité Europeo de Hockey sobre Patines. La selección de Inglaterra ganó su quinto título.

## Equipos participantes
|            |
| Inglaterra |
| Francia    |
| Alemania   |
| Suiza      |
| Bélgica    |
| Portugal   |

## Resultados
|            | Bandera de Suiza | Bandera de Bélgica | Bandera de Portugal | Bandera de Inglaterra | Bandera de Francia | Bandera de Alemania |
| ---------- | ---------------- | ------------------ | ------------------- | --------------------- | ------------------ | ------------------- |
| Suiza      |                  |                    |                     |                       |                    |                     |
| Bélgica    | 1-3              |                    |                     |                       |                    |                     |
| Portugal   | 1-1              | 1-3                |                     |                       |                    |                     |
| Inglaterra | 5-2              | 6-0                | 5-1                 |                       |                    |                     |
| Francia    | 3-1              | 1-0                | 2-1                 | 0-6                   |                    |                     |
| Alemania   | 2-0              | 0-0                | 5-0                 | 2-4                   | 1-1                |                     |

## Clasificación
| Equipo     | Pts | PJ | PG | PE | PP | GF | GC | DG  |
| ---------- | --- | -- | -- | -- | -- | -- | -- | --- |
| Inglaterra | 10  | 5  | 5  | 0  | 0  | 26 | 5  | +21 |
| Francia    | 7   | 5  | 3  | 1  | 1  | 7  | 9  | -2  |
| Alemania   | 6   | 5  | 2  | 2  | 1  | 10 | 5  | +5  |
| Suiza      | 3   | 5  | 1  | 1  | 3  | 7  | 12 | -5  |
| Portugal   | 3   | 5  | 1  | 1  | 3  | 4  | 16 | -12 |
| Bélgica    | 1   | 5  | 0  | 1  | 4  | 4  | 11 | -7  |